# Filologia italiana
La filologia italiana è la disciplina volta allo studio dei testi italiani, al fine di ricostruirne il testo corretto. È una branca della filologia romanza.

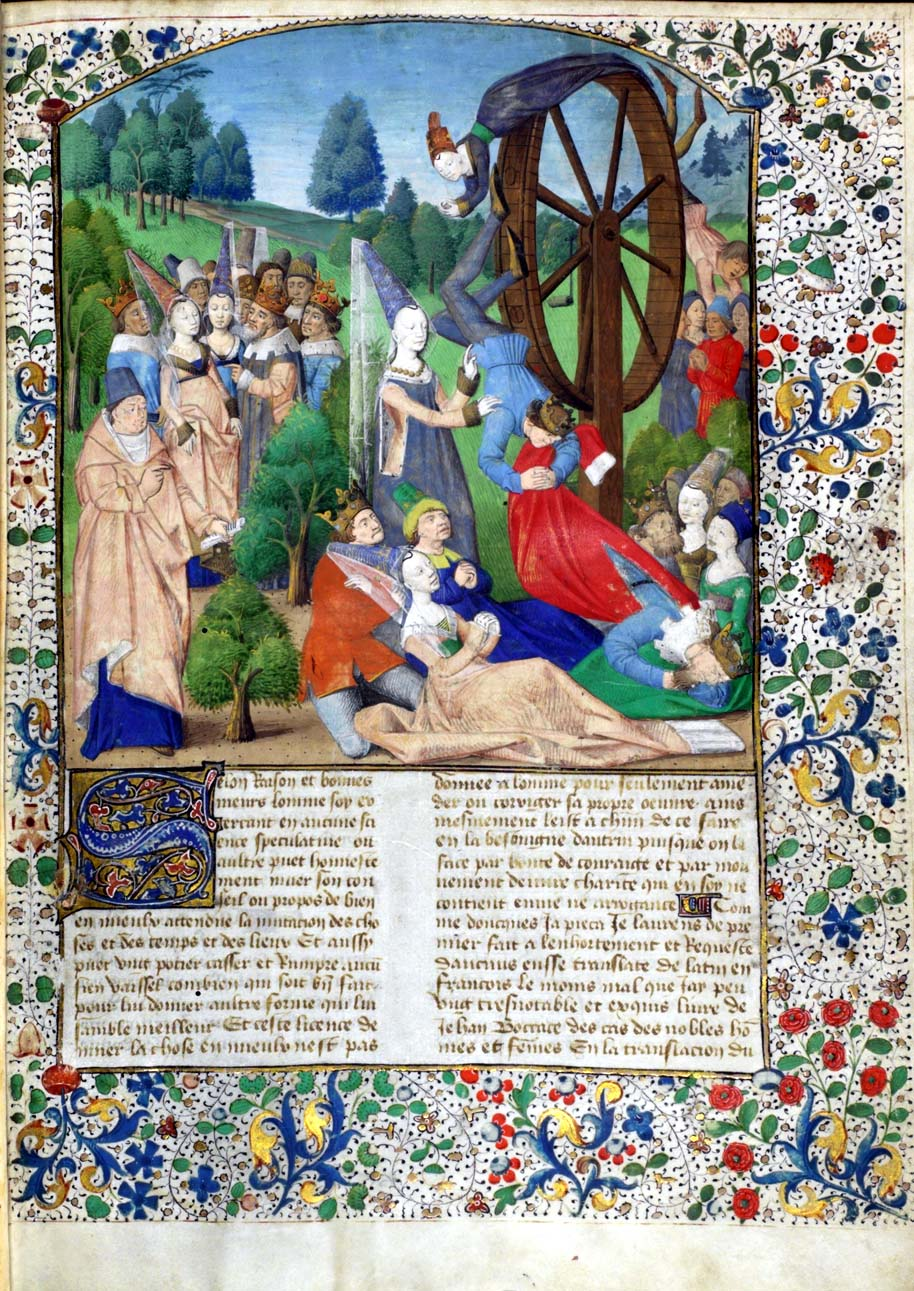
Un manoscritto miniato del De casibus virorum illustrium di Giovanni Boccaccio)

## Storia della disciplina
Un primo esempio di tale attività è da ricercarsi già nel XVI secolo, con Pietro Bembo e l'Accademia della Crusca, sul problema della lingua e della pubblicazione dei testi antichi, ma trae il maggiore impulso dal positivismo tedesco di fine Ottocento, per l'attenzione al dato e al documento ed alla ricerca di prove per sostenere le congetture. Dopo la prima guerra mondiale, in pieno relativismo, la produzione filologica diminuì, per riprendere alla fine della seconda guerra mondiale grazie all'attività di Gianfranco Contini ed altri. In Italia la filologia è stata osteggiata a lungo dal magistero di Benedetto Croce e la chiusura culturale imposta dal regime fascista non ha aiutato l'avanzamento degli studi. Una vera e propria fioritura degli studi filologici si avrà negli anni Cinquanta, ossia dopo la morte di Benedetto Croce e la caduta del Fascismo. Sono di questi anni lavori fondamentali come i Volgarizzamenti del Due e Trecento di Cesare Segre, La prosa del Duecento di Cesare Segre e Mario Marti, i Poeti del Duecento di Gianfranco Contini, e poi il convegno bolognese Studi e problemi di critica testuale (1960), a cui parteciparono i maggiori filologi italiani, in parte già affermati, in parte destinati ad affermarsi nel panorama accademico degli anni successivi.

## La scuola italiana
La scuola filologica italiana si avvale del metodo stemmatico, impropriamente noto come Metodo di Lachmann, dal nome del presunto teorizzatore. In realtà è piuttosto discutibile l'apporto di Lachmann al metodo stemmatico, e la riflessione teorica sul metodo ha fatto vari passi avanti nel corso del tempo.
Il metodo prevalentemente di riferimento per i testi italiani si consolida all'inizio del Novecento; ma si sviluppa prima, ed ovviamente sulla scorta del più collaudato metodo seguito per i classici, da cui deve tuttavia differenziarsi perché diversi sono i problemi legati alla trasmissione di testi in una lingua viva e geograficamente differenziata come il volgare.
In precedenza uno snodo fondamentale era stato quello della filologia fiorentina del secondo Cinquecento, intorno alla Corte dei granduchi di Toscana. 
L'alfiere è Vincenzo Borghini, che ebbe per maestro Piero Vettori, filologo classico. Da questo incontro tra filologia classica e testi antichi di Firenze si sviluppa il metodo perfezionato nell'Ottocento da Napoleone Caix e Ugo Angelo Canello e nel Novecento da Michele Barbi, il quale iniziò i suoi studi proprio sui codici di Borghini, ancora oggi conservati a Firenze presso la Biblioteca nazionale.
I primi maestri novecenteschi furono:
- Michele Barbi, dantista, autore nel 1907 di un'edizione critica della Vita Nuova (riedita nel 1932) che rappresenta la prima edizione scientifica di un classico italiano; di Barbi va ricordata anche la raccolta di suoi studi edita col titolo La nuova filologia (Firenze, 1938), per il suo ruolo di manifesto della disciplina e per il valore degli studi in esso contenuti

- Ernesto Monaci, fondatore della Società Filologica Romana
- Ernesto Giacomo Parodi, glottologo e studioso di Dante
- Giorgio Pasquali, tra i massimi maestri della filologia classica, studioso anche di linguistica italiana e, soprattutto, autore di un lavoro di capitale importanza per i problemi teorici della disciplina (Storia della tradizione e critica del testo, Firenze, 1934)
- Pio Rajna, dantista, filologo romanzo e maestro (con Alessandro D'Ancona) di Michele Barbi, autore dell'edizione critica del De vulgari eloquentia, primo volume dell'Edizione Nazionale delle opere di Dante della Società Dantesca Italiana
- Vittorio Rossi, editore delle Epistolae familiares di Petrarca

Editori della Divina Commedia furono:
- Giuseppe Vandelli, 1921, per l'edizione nazionale per la Società Dantesca Italiana
- Mario Casella, 1923 per Le Monnier
- Giorgio Petrocchi, 1965-1967 per la Società Dantesca
- Antonio Lanza, 1995
- Federico Sanguineti, 2001

Tra gli altri filologi italianisti si menzionano:
- Marco Albertazzi, editore di Cecco d'Ascoli (Acerba etas), Francesco da Barberino (Documenta Amoris), Tommaso Campanella (Scelta d'alcune poesie filosofiche)
- Giuseppe Billanovich, noto petrarchista
- Vittore Branca, editore di Giovanni Boccaccio
- Franca Brambilla Ageno, editrice di numerosi testi dei primi secoli della letteratura italiana
- Lanfranco Caretti, studioso eclettico, che si occupò in particolare di Ludovico Ariosto, Torquato Tasso, Vittorio Alfieri, Alessandro Manzoni, oltre a divenire noto per aver curato negli anni cinquanta l'edizione della Gerusalemme liberata e allestito un programma di edizione per le Rime dello stesso Tasso
- Gianfranco Contini, filologo romanzo, dantista, linguista, critico letterario, editore delle Rime di Dante, del Fiore e del Detto d'amore (la paternità dantesca di questi due testi è oggi contestata): vastissima la sua produzione e i suoi interessi (tra i suoi lavori più importanti si ricorda l'edizione dei poeti del Duecento, mentre in campo novecentesco la sua edizione dell'opera poetica di Eugenio Montale con l'allieva Rosanna Bettarini)
- Santorre Debenedetti,  editore dell'Orlando furioso negli anni venti, lavoro proseguito poi dal nipote Cesare Segre
- Domenico De Robertis, dantista, leopardista, editore per la Società Dantesca de Le Rime, 2001, cinque tomi per oltre tremila pagine, che richiesero quasi cinquant'anni di ricerca filologica
- Dante Isella, editore di testi letterari lombardi, di Giuseppe Parini (Il giorno, Odi), Carlo Porta e Carlo Emilio Gadda
- Paola Italia, esperta di filologia d'autore e filologia digitale, autrice di fondamentali contributi teorici in entrambi i campi (Che cos'è la filologia d'autore, Editing Novecento, Editing Duemila)
- Gaetano Moroncini, editore delle Operette morali, 1927
- Alfredo Stussi, studioso degli antichi volgari